# Potres v Bosni in Hercegovini (2022)
22. aprila 2022 ob 23.07 po lokalnem času (CEST, 21.07 UTC) je južno Bosno in Hercegovino prizadel potres z magnitudo 5,7. Epicenter je bil v hercegovski vasi Strupići, približno 10 km vzhodno od Stolca ali 14 km od Ljubinja ali Nevesinja. To je bil peti najmočnejši potres v državi dotlej, pa tudi najmočnejši po potresu v Banjaluki leta 1969.

## Tektonske razmere
Južni del Bosne in Hercegovine leži znotraj Zunanjih Dinaridov. Dinaridi so gorovje, ki je nastalo s trkom med Jadransko ploščo in Evrazijsko ploščo, procesom, ki se je začel v srednji do pozni juri z obdukcijo ofiolitov na Jadranskem robu. Od pozne krede do paleocena je ta proces začel vključevati karbonatne platforme Jadranske plošče. Te platforme so bile kot današnji Bahami, z območji debelega karbonatnega razvoja, kot je Apulijska plošča, ločena z območji globlje vode, kot je večina sedanjega Jadranskega morja. V tem delu Zunanjih Dinaridov je pas gube in nariva tankoplasten, ki vključuje štiri glavne narivne plošče, od katerih vsaka predstavlja različne sekvence znotraj plošče s svojo lastno stratigrafijo; najvišja enota, predkraška, ki je narinjena čez kraško enoto, ta pa čez dalmatinsko enoto in ta narinjena na nedeformirano jadransko predobalno morje.
Južni del Zunanjih Dinaridov je zmerno do visoko potresno aktiven. Zgodovinski potresi na tem območju vključujejo dogodke v bližini Dubrovnika leta 1639 (M 6,2, Imax(maksimalna intenziteta)=VIII MCS) in 1667 (M7.1, Imax=IX EMS98), dogodek leta 1850 pri Stonu (Imax=VIII–IX EMS98), dogodek 23 km zahodno od potresa leta 2022 leta 1907 (Io(intenziteta v epicentru)=VII–VIII MCS), potres v Ljubinju leta 1927 (M5,8–6,0, Io=VIII MCS), potres v Črni gori leta 1979 (M7,1, Imax=VIII EMS98) in potres Ston–Slano leta 1996 (M6,0, Imax=VIII MSK).

## Potres
Po podatkih Zvezne hidrometeorološke službe Bosne in Hercegovine (FHMZ BiH) je imel potres magnitudo ML5,6 in največjo Mercallijevo intenziteto VIII (Huda) in se je zgodil v bližini Stolca. USGS je potres ocenil z magnitudo Mw 5,7. Poročajo, da se je zgodila 14 km severovzhodno od Ljubinja na globini 10 km. Po podatkih hrvaške seizmološke službe je bilo žarišče potresa blizu Ljubinja, magnituda 6,1 po Richterjevi lestvici, intenziteta pa VIII (težke poškodbe) po evropski makroseizmični lestvici (EMS-98).
Izven območja epicentra so potres močno čutili v prestolnici Bosne in Hercegovine Sarajevu, črnogorski prestolnici Podgorici in hrvaški regiji Dalmaciji. Čutili so ga v večjem delu južne Hrvaške, Črne gore, pa tudi v delih Slovenije, Srbije, Albanije, Kosova, Severne Makedonije, Italije in severne Grčije.
Iz analize glavnega sunka in 7217 popotresnih sunkov (M≥1,3), zabeleženih v naslednjih devetih mesecih, se razlaga, da je potres povzročila razpoka na klančini (potopnem odseku) v narivu na dnu dalmatinske enote. To je skladno z mehanizmom žarišča potresa in globino njegovega hipocentra ter večine popotresnih sunkov, ki so bili vsi nenavadno globoki za ta del Dinaridov.

## Posledice
28-letna ženska je bila smrtno ranjena, ko se je balvan skotalil s hriba in zgrmel skozi streho hiše v Stolcu, in je umrla v bolnišnici med poskusom oživljanja. Njeni starši so bili hospitalizirani z lažjimi poškodbami. Za 24. april je bil v Stolcu uradno razglašen dan žalovanja. Ranjenih je bilo še osem drugih, več med paniko zaradi potresa. Do 29. aprila je v Stolcu škodo prijavilo 300 gospodinjstev. Med poškodovanimi stavbami je bila tudi mestna šola.
Občina Berkovići, kjer je bil epicenter potresa, je za kratek čas ostala brez električne energije. Civilna zaščita Hercegovsko-neretvanskega kantona je poročala o skalnih podorih na cestah od Stolca do Mostarja, Neuma, Ljubinja in Berkovićev. Številne ulice v Stolcu in ena v Mostarju so bile blokirane z odpadlo opeko, strešniki in ometom. V Čapljini so razbitine, ki so padale z objektov, poškodovale več parkiranih avtomobilov. V Čapljini so bile poškodovane štiri osebe.
Več rudarjev v premogovniku blizu Sarajeva je utrpelo lažje poškodbe, štirje so potrebovali zdravniško pomoč. Na Hrvaškem je bilo poškodovanih enajst objektov, med drugim frančiškanska cerkev in šola v Dubrovniku. Manjši zemeljski plazovi so se sprožili tudi na jadranski magistrali v Župi dubrovaški in pri Slivnem. V Črni gori je bil prekinjen promet na železnici Beograd–Bar.
Popotresni sunek z močjo Mw 4,8 je udaril 24. aprila z jakostjo VI (močan) po modificirani Mercallijevi lestvici intenzitete, kar je povzročilo dodatno škodo na stavbah, vključno s stavbo avstro-ogrske vojašnice iz 19. stoletja.